# Tidning för Sweriges Allmoge
Tidning för Sweriges Allmoge var en tidning som utgavs i Halmstad 1850–1856.
Tidningen startades i slutet av 1850 av boktryckaren Carl Fredrik Söderström, som troligen inspirerades av Hallands Läns Hushållningssällskaps Tidning, som gav ut 1849–1850 med ryttmästare P. Möller som redaktör. Tidningen var det första försöket att ge ut en tidning som riktade sig specifikt till Sveriges allmoge. Av prenumerationslistorna framgår dock att det var främst ståndspersoner som intresserade sig för tidningen. De flesta bodde också i Halland. Ett första provnummer utgavs i december 1850, därefter utgavs under de närmaste åren ett nummer i månaden. Söderström avled i oktober 1851, och hans änka fortsatte därefter utgivningen till november 1851 då rektorn vid Hallands lärdomsskola Lennart Åberg trädde in som utgivare. Vid midsommartiden 1852 såldes det söderströmska boktryckeriet till boktryckaren Christian Börjeson, som övertog utgivningen av tidningen. Från 1853 utökades formatet, samtidigt som innehållet fick en utpräglat lokal prägel. Profiländringen verkar inte ha varit framgångsrik. I syfte att förbättra ekonomin ökades 1855 utgivningen till två nummer i månaden samtidigt som priset ökades. Det verkar inte ha inneburit någon förbättring av situationen, och under 1856 utkom tidningen flera gånger försenat. Med utgången av 1856 finns inga exemplar levererade till Kungliga biblioteket – Börjeson hade visserligen även tidigare slarvat med skyldigheten att överlämna arkivexemplar, men troligen upphörde utgivningen med 1857 års ingång.